# Forma normal de Greibach
Una gramática independiente del contexto (GIC) está en Forma normal de Greibach (FNG) si todas y cada una de sus reglas de producción tienen un consecuente que empieza por un carácter del alfabeto, también llamado símbolo terminal. Formalmente, cualquiera de las reglas tendrá la estructura:
- {\displaystyle A\rightarrow aw}

Donde "A" es el antecedente de la regla, que en el caso de las GIC debe ser necesariamente un solo símbolo auxiliar. Por su parte, "a" es el mencionado comienzo del consecuente y, por tanto, un símbolo terminal. Finalmente, "w" representa una concatenación genérica de elementos gramaticales, esto es, una sucesión exclusivamente de auxiliares, inclusive, pudiera ser la palabra vacía; en este caso particular, se tendría una regla llamada "terminal":
- {\displaystyle A\rightarrow a}

Existe un teorema que prueba que cualquier GIC, cuyo lenguaje no contiene a la palabra vacía, si no lo está ya, se puede transformar en otra equivalente que sí esté en FNG. Para su demostración, normalmente, se procede por construcción, es decir, se plantea directamente un algoritmo capaz de obtener la FNG a partir de una GIC dada.